# 向之原站

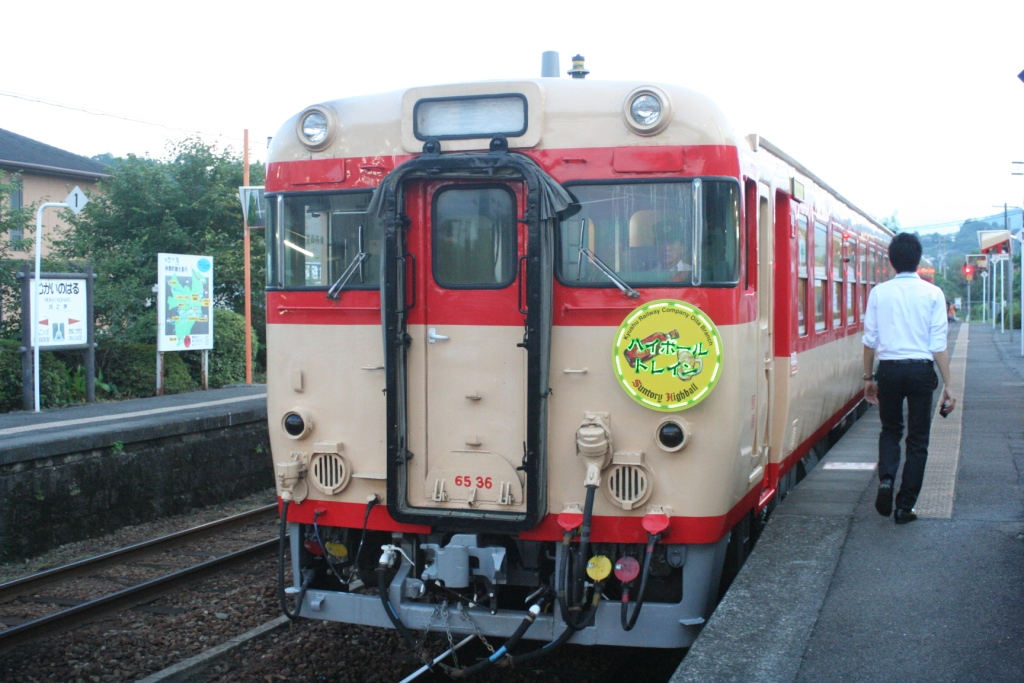
停车中的列车。

向之原站（日语：／ Mukainoharu eki */?）位于大分县由布市挟间町向原，是九州旅客铁道（JR九州）的鐵路車站。

## 历史
- 1915年10月30日 - 作为大汤铁道车站开业[4][3]。
- 1922年12月1日 - 大汤铁道国有化[5][6]。
- 1987年4月1日 - 国铁分割民营化后成为JR九州车站[7][8]。
- 2002年8月14日 - 站房改建[9]。
- 2003年3月16日 - 广场前改建完毕[10]。
- 2012年7月21日 - 8月27日 - 北九州暴雨，特急由布院之森停运[11]。
- 2012年12月1日 - 支持使用SUGOCA[12]。
- 2015年3月14日：大分站始发终到本站的列车延伸至庄内站。

## 车站结构
侧式站台2台2线的地上车站，站台之间通过道口连接。
JR九州铁道营业管理的业务委托站。支持使用SUGOCA。

### 站台配置
| 站台 | 路线      | 方向 | 目的地           |
| ---- | --------- | ---- | ---------------- |
| 1    | ■久大本線 | 上行 | 由布院、日田方向 |
| 2    | ■久大本線 | 下行 | 大分方向         |

## 相鄰車站
九州旅客鐵道
■ 久大本線
■ 特急「由布」
湯平 - 向之原 - 大分
■ 普通
鬼濑 - 向之原 - 丰后国分

## 外部連結
- JR九州向之原站